# André Hubert
André Hubert (* um 1634; † 19. oder 20. November 1700 in Paris) war ein französischer Komödiant.
Der Sohn der Besitzer des Théâtre du Marais in der rue Vieille du Temple in Paris trat ab 1659 mit der Troupe du Marais auf. Im Jahr 1664 wechselte er in die Truppe von Molière, wo er Brécourt ersetzte, der in die Dienste der Grande Mademoiselle, der Cousine Ludwigs XIV. getreten war.
André Hubert setzte sich im Jahr 1685 mit einer Rente von 1000 Livres zur Ruhe. Er starb im Jahr 1700 in Paris.